# 藤乃あおい
藤乃 あおい（ふじの あおい、1998年9月29日 - ）は、日本のグラビアアイドル、タレント。石川県金沢市出身。スイッチプロモーション所属（2025年3月31日まで）を経て、フリー。

## 略歴
2020年7月にデビュー。同年11月発売の1stイメージビデオ『w.a.l.k!』（スパイスビジュアル）は、DMMの発表したグラビアアイドル・イメージビデオ年間売り上げで1位を記録した。
2020年12月25日、アイドル専門ポータルサイト「東京Lily」がユーザーの投票を元に行った「あなたが選ぶ2020年MVP」にて、「【2020年 新人アイドル賞】第3位」、「【2020年 撮影会大賞】第1位」を受賞。
2021年1月、WEBマガジン「EXweb」（双葉社）主催の「日本IV大賞2020」にて、新人賞を受賞。
2021年9月27日発売の『週刊プレイボーイ』（集英社）の誌面企画「超次世代グラドルボイン番付 2021年秋場所」にて、「東の張出横綱」に選出。
2021年12月17日、グラビアアイドルDVD販売会社が選ぶアワード「グラビア・オブ・ザ・イヤー2021」（主催：キネマ旬報社）にて、グランプリを受賞。
2022年3月3日、2021年に青年漫画雑誌『週刊ヤングジャンプ』（集英社）の公式YouTubeチャンネル「ヤンジャンTV」にてトータル動画再生数が1500万を超えたグラビアアイドル5人で結成されたユニット「ヤンジャン BuzzGirls」の一員として、同日に発売された14号の表紙のほか、巻頭・巻中・巻末のグラビアをそれぞれ飾った。
2022年8月2日発売の写真週刊誌『FLASH』（光文社）8月16日号にて、セミヌードを初披露。同年8月25日、1st写真集『Aoi』（双葉社）を発売。また同年11月1日、公式ファンクラブ『AOI million CLUB』を開設。同年12月27日、『週刊SPA!』（扶桑社）の「グラビアン魂アワード2022」にて、みうらじゅん個別賞「ムードがあるんだもの賞」、リリー・フランキー個別賞「セクシー&キューティ賞」を受賞した。
2023年4月1日、ガンによる闘病を公表。2022年10月ごろより体調を崩すことが多くなり、右耳が聞こえにくくなる不調を起こしたことを機に耳鼻科、11月に脳神経外科、口腔外科を受診した結果、副咽頭間隙腫瘍の疑いと診断された。悪性の可能性が高いため、2023年1月6日より入院し、同日に生体検査の手術を受けた。同年1月27日、生体検査を経て悪性腫瘍の横紋筋肉腫と診断され、腫瘍部位の進行の速さから早急の抗がん剤治療を勧められ、1月31日に抗がん剤治療を開始した。
2024年8月10日に行われたトレーディングカード発売イベントで復帰。同年9月22日の東京Lilly団体撮影会で水着撮影会に復帰。同年のインタビューでは「安静にしているだけではもったいない」とガン細胞を抱えての復帰であることを公表し、また腫瘍の膨らみにより顔の神経が圧迫されたことにより、後遺症として顔の右半分にしびれが残り、口内右側も感覚がないことを明かした。
2024年12月2日発売の『週刊プレイボーイ』の企画「DVDメーカーが選ぶ『グラビア・オブ・ザ・イヤー2024』!!」にて、カムバック賞を受賞した。
2025年3月31日をもってスイッチプロモーションを退所。
2025年7月1日、同年12月31日をもって芸能活動から引退することを自身のX（旧Twitter）にて報告した。

## 人物
- 小学1年時から中学3年時までバドミントンをし、高校に入ってからは軽音部に所属したが、高校2・3年時ではほぼ顔を出さずにずっとアルバイトをしていた[27]。
- 中学時代に観た映画『パラダイス・キス』に影響を受けてファッションの専門学校に進学したが、思い描いていたものと違っていたことから、1年半で退学した[5][27]。その後は地元に帰り、昼は高校時代にお世話になっていたうどん屋で、夜はマスターとふたりで回していた居酒屋で、2年間フリーターとしてアルバイト漬けの日々を送った[5][27]。
- 居酒屋での仕事中に、専門学校時代にスカウトされた人物から「芸能事務所を立ち上げるので、グラビアアイドルをやってみませんか？」と電話が掛かってきたのが芸能界入りのきっかけ[22]。
- プロポーションの良さから、「加賀百万石バスト」[28][29]や「北陸のダイナマイトボディ」[30]などとも称される。しかし、本人にとってプロポーションはかつてコンプレックスだったという[30]。
- ウイスキー好きであり、好きなスコッチは「マッカラン」[4]。雑誌企画で堀江貴文に相談した際にはオリジナルラベルの藤乃あおいボトルを作ることを薦められた[4]。なお、堀江には自己紹介で「人気沸騰中、100センチのIカップ、セクシー爆乳パラダイスにようこそ」と述べることも薦められている[4]。
- 『Aoi』にてセミヌードを初披露したことについては、「布がないのにいやらしくなく、綺麗に仕上がっていてありがたい」、「こんなに脱いだことはなかったので最初は恥ずかしかったが、ワンピースから水着を経て慣れてから段々と脱いでいき、雰囲気が良かったので楽しかった」との旨を明かしている[10][31]。なお、地元の友人は脱ぎっぷりに驚いたほか、両親は2冊買ってくれたという[10][31]。

## 出演

### テレビ番組
- 二軒目どうする?〜ツマミのハナシ〜（2022年4月3日〈2日深夜〉、テレビ東京）- アシスタント

### ウェブ配信
- 東京Lily 【図工の時間】（2021年7月14日、YouTube）共演：日野アリス、佐々野愛美、未梨一花[32]
- 給与明細（2021年11月8日〈7日深夜〉、ABEMA）- 潜入ガール[33]
- 東京Lily おしゃべり酒場リリィ（2022年6月30日 - 12月19日、YouTube）共演：夏来唯、未梨一花[34]

### 音声配信
- よゐこ有野のノーギャラジオ（2022年4月4日、Radiotalk）[35]

### イベント
- SPA! SAUNAFES（2025年2月28日、サウナ東京）- 熱波師[36]

## 作品

### イメージビデオ
※太字タイトルはBD版同時発売
- w.a.l.k!（2020年11月27日、スパイスビジュアル）[37][38]
- 胸いっぱいの愛を （2021年2月20日、ラインコミュニケーションズ）[39][40]
- ミルキー・グラマー（2021年5月21日、竹書房）[41][42]
- i for you（2021年8月27日、スパイスビジュアル）[43][44]
- あおいの吐息（2021年11月25日、イーネット・フロンティア）[45][46]
- いやしの天使はIカップ（2022年2月20日、ラインコミュニケーションズ）[47][48]
- 私のすべて（2022年5月27日、竹書房）[49][50]
- 僕のあおい（2022年9月17日、双葉社）[51][注釈 7]
- 無敵センセーション（2022年12月22日、ギルド）[52][53]
- 最愛エピソード（2023年3月22日、イーネット・フロンティア）[54]
- 再会の瞬間(とき)（2024年11月27日、スパイスビジュアル）[55][56]
- I LOVE YOU（2025年2月10日、ラインコミュニケーションズ）[57][58]
- 女ギツネ want to touch（2025年5月27日、エアーコントロール）[59]
- 究極センセーション（2025年8月21日、ギルド）[60]

### 動画配信
- 透明彼女シーズン15 #3（2021年2月19日、リリコレ）※東京Lily独占配信
- I-ONE NEXT 藤乃あおい（2021年2月25日、I-ONE NEXT）
- 解放センセーション（2022年4月10日、ギルド）[61]
- 限界突破（2022年8月10日、ギルド）[62]
- 衝動恋愛（2023年6月10日、ギルド）[63]

### VR
- はじめてのVR、はじめてのわたし。（2021年7月9日、ファンタスティカ）
- Stop! Look! Listen! Aoi Fujino（2021年7月30日、ファンタスティカ）
- 藤乃あおい先生の身体に魅せられて縮まったのは距離だけなのか、そういう世界。（2022年5月13日、ファンタスティカ）
- 藤乃あおいと逢い続けて変わる想い、そんな世界。（2022年6月10日、ファンタスティカ）

## 出版

### 写真集
- Aoi（2022年8月25日、双葉社、撮影：沢渡朔）ISBN 978-4575317312[64][65]
- ハレテヨカッタ（2025年1月30日、講談社、撮影：アンディ・チャオ）ISBN 978-4065383087[66]

### オムニバス写真集
- むっちむち写真集（2022年12月19日、一迅社、撮影：須崎祐次）他モデル：天木じゅん、伊川愛梨、徳江かな、能美真奈、原つむぎ ISBN 978-4758017985[67]

### デジタル写真集
- Kiss You（2021年1月20日、エー・ビー・エンターテイメント）
- w.a.l.k! Vol.1･2（2021年3月30日、スパイスビジュアル）
- Iカップ100cm、収まらない！（2021年4月20日、光文社［FLASHデジタル写真集］、撮影：岡本武志）[68]
- Iカップ100cmをお持ち帰り（2021年5月18日、光文社［FLASHデジタル写真集］、撮影：岡本武志）[69]
- 藤乃あおいが水着でコンビニ＆書道（2021年6月1日、講談社［ヤンマガデジタル写真集］、撮影：岡本武志）[70]
- バスト100cmグラドル 爆乳連峰（2021年6月11日、小学館［週刊ポストデジタル写真集］、撮影：LUCKMAN、カノウリョウマ）共演：海野まりあ、叶夢、桜井木穂、ちとせよしの、雛田真依羽、未梨一花、柳瀬さき[71]
- たまらんわチョモランマ（2021年7月9日、小学館［週刊ポストデジタル写真集］、撮影：LUCKMAN、カノウリョウマ）共演：ちとせよしの[72]
- i for you Vol.1･2（2021年8月26日、スパイスビジュアル）
- 43 degrees north latitude（2021年9月9日、集英社［YJ PHOTO BOOK］、撮影：HIROKAZU）[73]
- Kiss You2（2021年9月26日、エー・ビー・エンターテイメント）
- 青い旅（2021年11月15日、集英社［週プレ PHOTO BOOK］、撮影：佐藤裕之）[74]
- We are…YJ BuzzGirls!!!! BuzzGirls写真集（2022年3月3日、集英社［YJ PHOTO BOOK］、撮影：LUCKMAN）共演：KAZUE、辻りりさ、なな茶、村島未悠[75]
- 夢の国へようこそ（2022年3月7日、集英社［週プレ PHOTO BOOK］、撮影：LUCKMAN）共演：原つむぎ、未梨一花[76]
- 100cmの衝撃（2022年3月14日、イーネット・フロンティア）
- 制服を脱ぐとき（2022年3月15日、イーネット・フロンティア）
- ミステリアスな転校生 姉ブレザースペシャル（2022年3月25日、徳間書店［アサ芸Secret!デジタル写真集］、撮影：木村晴）
- 放課後が待ちきれない！ 姉セーラースペシャル（2022年4月8日、徳間書店［アサ芸Secret!デジタル写真集］、撮影：高橋慶佑）
- とろけて、ときめく vol.1･2（2022年4月22日、講談社［FRIDAYデジタル写真集］、撮影：桑島智輝）[77][78]
- 愛が止まらない（2022年5月9日、小学館［週刊ポストデジタル写真集］、撮影：根本好伸）[79]
- 胸いっぱいの愛を（2022年5月27日、ラインコミュニケーションズ［Idol Line］）
- いやしの天使はIカップ（2022年5月27日、ラインコミュニケーションズ［Idol Line］）
- Iカップ同乳生（前編・後編）（2022年6月28日、光文社［FLASHデジタル写真集］、撮影：門嶋淳矢）共演：未梨一花[80][81]
- あおい息づかい（2022年9月21日、集英社［GJ PHOTO BOOK］、撮影：坂本陽）[82]
- なめらかな双丘 Oilyショット（2022年11月18日、徳間書店［アサ芸Secret!デジタル写真集］、撮影：吉田耕一郎）
- 大胆すぎて…（2023年1月22日、ギルド）
- Aoi Another Edition（2023年2月24日、双葉社、撮影：沢渡朔）[83]
- 制服を揺らさないで！ 姉セーラースペシャル（2023年3月17日、徳間書店［アサ芸Secret!デジタル写真集］、撮影：SATOSHI）
- 週刊GIRLS-PEDIA 009（2023年4月1日、KADOKAWA）[84]
- For you and me（2023年6月19日、双葉社［週刊大衆デジタル写真集］、撮影：高橋慶佑）[85]
- 藤乃あおい Vol.1･2（2023年9月22日、文友舎［Exciting Girlsデジタル写真集］、撮影：前村竜二）
- 極上（2024年2月16日、PAD［ギルドデジタル写真集］）
- 愛MAX（2024年2月16日、PAD［ギルドデジタル写真集］）
- あおいのお部屋（2024年2月16日、PAD［ギルドデジタル写真集］）
- 彼女は無敵（2024年3月29日、PAD［ギルドデジタル写真集］）
- おかえり！（2024年12月23日、集英社［週プレ PHOTO BOOK］、撮影：唐木貴央）[86]
- あおい春（2025年1月3日、PAD［ギルドデジタル写真集］）
- あおいスマイル（2025年1月3日、PAD［ギルドデジタル写真集］）
- 囚われの面接官（2025年1月3日、PAD［ギルドデジタル写真集］）
- 再開の瞬間(とき) Ver.1･2（2025年1月22日、スパイスビジュアル）

### カレンダー
- 藤乃あおい 2023年カレンダー（2022年10月22日、わくわく製作所）[87]

### トレーディングカード
- 藤乃あおい ファースト・トレーディングカード（2022年1月29日、ヒッツ）[88][89]
- 藤乃あおい Vol.2 トレーディングカード（2023年1月28日、ヒッツ）[90]
- 藤乃あおい Vol.3 トレーディングカード（2025年4月12日、ヒッツ）[91][92]